# Aglaphyra setosa
Aglaphyra setosa är en skalbaggsart som beskrevs av Brenske 1896. Aglaphyra setosa ingår i släktet Aglaphyra och familjen Melolonthidae. Inga underarter finns listade i Catalogue of Life.